# HD145788
HD145788 — хімічно пекулярна зоря спектрального класу A1, що має видиму зоряну величину в смузі V приблизно  6,2.
Вона  розташована на відстані близько 557,5 світлових років від Сонця.

## Фізичні характеристики
Зоря HD145788 обертається 
порівняно повільно 
навколо своєї осі. Проєкція її екваторіальної швидкості на промінь зору становить  Vsin(i)= 16км/сек.

## Пекулярний хімічний склад
Зоряна атмосфера HD145788 має підвищений вміст 
Si
.